# Кравцова, Валентина Ивановна
Валенти́на Ива́новна Кравцо́ва (род. 5 декабря 1931, Краснодар, Северо-Кавказский край) — советский и российский учёный и педагог в области географии и картографии, доктор географических наук (1987). Заслуженный научный сотрудник МГУ (1997). Лауреат Премии имени М. В. Ломоносова (1989) и Государственной премии Российской Федерации (2001).

## Биография
Родилась 5 декабря 1931 года в городе Краснодаре.
С 1949 по 1954 год обучалась на Географическом факультете МГУ, с 1954 по 1957 год обучалась в аспирантуре при этом факультете. С 1957 года на педагогической работе на Географическом факультете МГУ в качестве научного сотрудника лаборатории аэрокосмических методов. С 1987 года — ведущий научный сотрудник лаборатории аэрокосмических методов кафедры картографии и геоинформатики.
В 1957 году Валентина Кравцова защитила диссертацию на соискание учёной степени кандидат географических наук по теме: «Областные (краевые) карты природных условий для сельскохозяйственных целей: разработка, содержание и методики составления на примере Алтайского края», в 1987 году — доктор географических наук по теме: «Космическое картографирование при географических исследованиях». В 1965 году приказом ВАК СССР было присвоено учёное звание старший научный сотрудник (доцент по специальности). В 1997 году ей было присвоено почётное звание Заслуженный научный сотрудник МГУ. Академик РАЕН.

## Труды
Основные научные работы В. И. Кравцовой связаны с вопросами в области космических методов географических исследований, тематического и гляциологического картографирования. Основная библиография учёного: «Аэрокосмические исследования динамики географических явлений» (1991), «Космические методы изучения природной среды. Современный фонд космических снимков» (1992), «Снежный покров и лавины Афганистана» (1997), «Генерализация аэрокосмического изображения: континуальные и дискретные снимки» (2000), «Информатика в географии, экологии и природопользовании» (2013), «Устья рек Каспийского региона: история формирования, современные гидролого-морфологические процессы и опасные гидрологические явления» (2013), «Устья рек России. Атлас космических снимков» (2013), «Дискретная пиксельная стереомодель: графическое моделирование» (2014), учебник «Аэрокосмические методы географических исследований» (2004), учебные пособия «Материалы космических съёмок и их использование в географических исследованиях» (1980), «Космические методы картографирования» (1995), «Космические снимки и экологические проблемы нашей планеты» (2011). Кравцовой было опубликовано более 316 статей в научных журналах, сорок пять научных трудов, шестнадцать научно-исследовательских работ в области картографии, является действительным членом диссертационных советов Геологического факультета МГУ и Московского государственного университета геодезии и картографии.
В 1989 году за работу за цикл работ «Дешифрирование многозональных аэрокосмических снимков» была удостоена Премии имени М. В. Ломоносова. 
5 августа 2002 года За создание «Атласа снежно-ледовых ресурсов мира» В.И. Кравцова была удостоена Государственной премии Российской Федерации.

## Награды
- Государственная премия Российской Федерации (2001 — за создание «Атласа снежно-ледовых ресурсов мира»)[6]
- Премия имени М. В. Ломоносова (1989 — за цикл работ «Дешифрирование многозональных аэрокосмических снимков».)[1]